# Henrik Schyffert
Per Henrik Schyffert, ursprungligen Nilsson, född 23 februari 1968 i Ronneby, Blekinge län, är en svensk programledare, komiker, artist, manusförfattare och radiopratare. Han var även som enda person medlem i både Killinggänget och Hassangänget. Han var även medlem i den numera splittrade rockgruppen Whale.

## Biografi
Henrik Schyffert föddes i Ronneby, men flyttade till Rosersberg i Sigtuna kommun vid två års ålder. Hans far var stridspilot och hans mor arbetade inom hotellbranschen. Hans morfar inflyttade från Tyskland före andra världskriget.
Schyffert avbröt sina gymnasiestudier för att börja på MTV i London, där han arbetade 1986-1990. Efter att ha arbetat på Sveriges Radio P3 med radioprogrammet Hassan och på ZTV var Schyffert en drivande kraft när gruppen Killinggänget bildades. Tillsammans gjorde gruppen tv-serien I manegen med Glenn Killing (senare även som scenshow på Berns). Gruppens framgångar fortsatte med tv-serierna NileCity 105,6, Percy Tårar och Fyra små filmer.
Med start 2003 gjorde Schyffert en kort sejour som programledare för programmet Parlamentet i TV4. Ett år senare, 2004, blev han också panelmedlem i samma program. Samtidigt inledde han en karriär som ståuppkomiker. Han fick genast stort genomslag och vid Svenska ståuppgalan 2003 utsågs han till Årets nykomling. Framgångarna har fortsatt och han utsågs till Årets manliga komiker 2007 och år 2016. 
Den 4 december 2007 hade enmansshowen The 90's - Ett försvarstal premiär. Den 23 maj 2009 spelades den sista föreställningen på Cirkus i Stockholm och den direktsändes även i SVT 1 på initiativ av Schyffert.
Som artist är Schyffert känd för att ha medverkat i popgruppen Whale. Dessutom har han – precis som sin kollega Johan Rheborg – regisserat reklamfilmer samt musikvideor.
År 2020 debuterade Schyffert som långfilmsregissör med filmen Spring Uje spring som bygger på Uje Brandelius självbiografiska föreställning med samma titel. Vid Guldbaggegalan 2021 nominerades filmen till sex priser varav den vann tre, bland annat Bästa film.

### Privatliv
Henrik Schyffert var mellan 1996 och 2012 gift med Bea Uusma (f.d. Schyffert), med vilken han har två barn. Han har sedan 2013 ett förhållande med komikern Nour El Refai, och de har tillsammans en son född i oktober 2019.

## Kända figurer
Schyffert har, till skillnad från Killinggänget-medlemmarna Robert Gustafsson, Johan Rheborg och Jonas Inde, inte så många kända återkommande figurer. Han har ofta gjort programledarfigurer som fungerat som bollplank till Robert Gustafsson.
Glenn Killing var programledare för alla I manegen med Glenn Killing–programmen och radiopratare i NileCity 105,6.

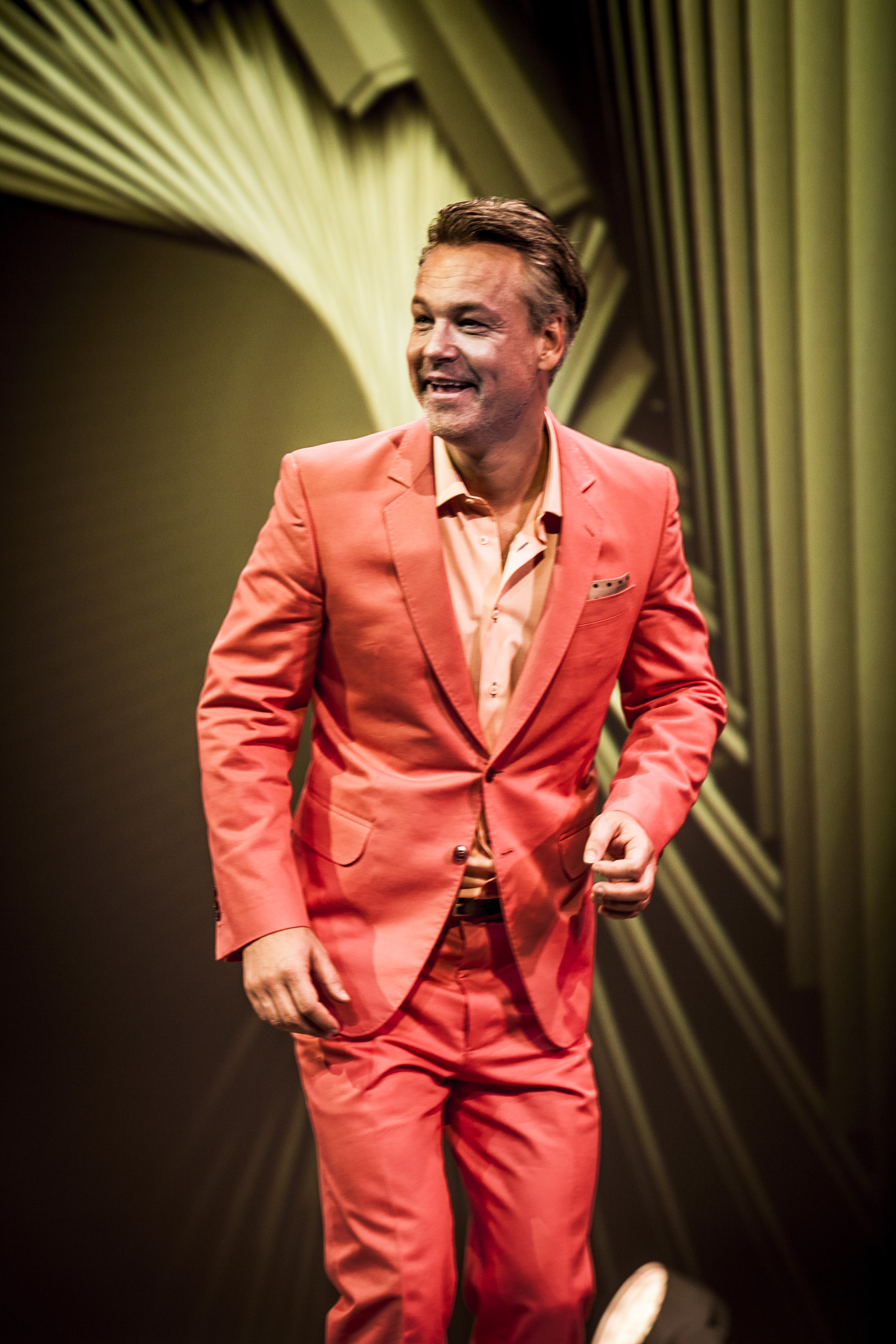
Henrik Schyffert från föreställningen ÄGD - Vad kostar ett rikare liv? i februari 2014.

## Filmer och tv-serier
- 1986 – Eldorado (radioprogram)
- 1992 – I manegen med Glenn Killing (tv-serie med Killinggänget)
- 1992 – PopiTopp (tv-serie)
- 1994 – I manegen med Glenn Killing - Live från Berns (tv-sänd scenshow med Killinggänget)
- 1994 – Hassan (radioprogram)
- 1995 – Bert - den siste oskulden (film)
- 1995 – NileCity 105,6 (tv-serie med Killinggänget)
- 1996 – Percy Tårar (tv-serie med Killinggänget)
- 1996 – Knesset (tv-program)
- 1999 – Fyra små filmer (4 tv-filmer med Killinggänget)
  - Gunnar Rehlin - En liten film om att göra någon illa
  - Ben & Gunnar - En liten film om manlig vänskap
  - På sista versen - En liten film om döden
  - Torsk på Tallinn - En liten film om ensamhet
- 2000 - Rock!!! (tv-serie)
- 2000 – Glenn Killing på Grand (tv-serie med Killinggänget)
- 2001 – Kritikerna (tv-serie)
- 2001 – Heja Björn (tv-serie)
- 2001 – Spirited Away (röst som Kamadji)
- 2002 – Spermaharen (endast utgiven på dvd och projektets hemsida, med Killinggänget)
- 2002 – Grammisgalan (tv-gala, prisutdelare)
- 2003 – Parlamentet (tv-serie, medverkade till år 2004)
- 2004 – Fyra nyanser av brunt (4 tv-filmer med Killinggänget)
- 2005 – Parlamentet (tv-serie, comeback)
- 2005 – Melodifestivalen 2005 (tv-tävling, pausunderhållning)
- 2005 – Dokument:Humor (tv-serie)
- 2006 – Veckans nyheter (tv-serie)
- 2007 – Sverige dansar och ler (tv-serier)
- 2007 – Svenskar är också människor (tv-serie)
- 2008 – Sverige pussas och kramas (tv-serie)
- 2008 – Stor i Japan - ett experiment av Henrik Schyffert (tv-serie)
- 2009 – Maskeraden
- 2009 – Hjälp! (tv-serie, gäst)
- 2009 – Roast på Berns
- 2010 – Dom kallar oss roliga
- 2010 – Landet brunsås
- 2012 – Historieätarna
- 2013 - Allt faller
- 2013 - Alla är fotografer
- 2014 - Jättebästisar (regi)
- 2015 - Partaj (TV-serie)
- 2016 - Svartsjön (TV-serie)
- 2017 - Solsidan (film)
- 2017 - Köttets lustar (TV-serie)
- 2017–2020 – Parlamentet (TV-serie)
- 2018 – Sjölyckan (TV-serie)
- 2018 –  Bingolotto uppesittarkväll (TV-serie)
- 2019 – Drömparken (röst som Peanut)
- 2019 – Solsidan (TV-serie)
- 2020 – Spring Uje spring (regi)
- 2021 – Zebrarummet (TV-serie)
- 2022 – Vi i villa (TV-serie) (manus regi)
- 2023 – Solsidan (TV-serie) (manus regi)

## Scenframträdanden
- 1993 – Glenn Killing i manegen – live på Berns
- 2000 – Glenn Killing på Grand
- 2007 – The 90's - Ett försvarstal (turné spelades till 2009)
- 2009 – Drömmen om herrön – (Dramaten, Stockholm, med Killinggänget)
- 2011 – Ljust & Fräscht - (Cirkus, Stockholm, med Fredrik Lindström)
- 2014 – Ägd - Pengarna eller livet? - (Rival, Stockholm, med Fredrik Lindström)[9]
- 2017 – Var inte rädda (turné)[10]
- 2024 – Schyffert Forever - (Standupturné) https://www.dn.se/kultur/schyfferts-samhallskritiska-staupp-haller-internationell-toppklass/